# Гай Корнелий (народный трибун)
Гай Корне́лий (лат. Gaius Cornelius; умер после 65 года до н. э.) — римский политический деятель из плебейской ветви рода Корнелиев, народный трибун в 67 году до н. э. После трибуната был привлечён к суду, но оправдан благодаря защите Марка Туллия Цицерона.

## Биография
Благодаря Асконию Педиану известно, что в начале своей карьеры Гай Корнелий занимал должность квестора и служил под началом Гнея Помпея Великого. Предположительно это было в Испании в промежутке между 74 и 71 годами до н. э., во время войны с мятежником Квинтом Серторием. В 67 году до н. э. Гай Корнелий стал народным трибуном и в этом качестве развил очень активную деятельность. Он предложил запретить предоставление денежных займов иностранным послам (сенат отклонил эту инициативу); наделить народное собрание исключительным правом освобождения некоторых частных лиц (обсуждение законопроекта сопровождалось беспорядками и он был ветирован: в итоге, Гай нашёл компромисс, установивший для таких решений кворум в 200 сенаторов). Также провёл закон, обязывающий преторов следовать собственным эдиктам. Кроме того, Корнелий предложил законопроект о незаконном соискании должности, вместо которого по инициативе сената был разработан и принят более мягкий закон действующего высшего магистрата Пизона. Инициировал ещё несколько законопроектов, которые из-за действий его коллег не удалось утвердить. Составил законопроект о предоставлении вольноотпущенникам права голоса во всех трибах, который в следующем году внёс в сенат Гай Манилий Крисп.
За свои действия в период трибуната Гай Корнелий был привлечён в 66 году до н. э. к суду братьями Коминиями на основании закона об умалении величия римского народа. В назначенный для рассмотрения дела день претор Луций Кассий Лонгин не явился, а обвинители подверглись нападению толпы и бежали из Рима, после чего разбирательство было прекращено. По слухам, Коминии получили взятку за отказ от обвинения.
В следующем году один из тех Коминиев, Публий, повторно предъявил обвинение Корнелию. На этот раз дело замять не удалось, поскольку против народного трибуна 67 до н. э. дали показания наиболее влиятельные оптиматы. Тем не менее, благодаря Марку Туллию Цицерону и своим связям с Помпеем, Гая оправдали подавляющим большинством голосов.
О дальнейшей судьбе Корнелия ничего не известно.